# Друга берберська війна (1815)
Друга берберська війна (1815), також відома як Алжирська війна — останній з двох конфліктів між Сполученими Штатами Америки й північноафриканськими державами Берберського узбережжя: Алжиром, Тунісом і Триполітанією. Результатом війни стала остаточна відмова сплачувати відкуп піратським державам.

## Передумови
Після перемоги у Першій берберійській війні (1801–1805) увага США перемкнулась на відносини з Францією та Великою Британією, що погіршувались. Після того, як дипломатія не змогла попередити конфлікт, усі сили США були кинуті на нову війну з Англією, чим вирішили скористатись берберські пірати. Лишень військові кораблі США зникли з Середземного моря, держави Берберського берега відновили практику нападів на торгові лінії та вимагання викупу за захоплені екіпажі. Не маючи можливості щось протиставити піратам, американський уряд тихо, без публічних заяв, повернувся до практики сплати відкупу.

## Оголошення війни
Відсутність будь-якої протидії з боку американського флоту стимулювало держави Берберського берега на нові провокації. 1812 року дей Алжиру Умар бен Мухаммед вигнав з країни американського консула й оголосив Америці війну у зв'язку з несплатою встановлених щорічних виплат. Щоправда наслідків таке проголошення не мало, оскільки у Середземному морі на той момент не лишилось жодного американського корабля.
Про війну з Алжиром згадали вже після закінчення англо-американського конфлікту. 3 березня 1815 року конгрес США схвалив висування до узбережжя Алжиру 10 кораблів під командуванням Стівена Декейтера та Вільяма Бейнбріджа, ветеранів Першої берберійської війни. Ескадра Декейтера відбула у напрямку Середземного моря 20 травня. Бейнбрідж затримався, готуючи екіпажі, й фактично не встиг узяти участі у війні.

## Перебіг війни
До 15 червня 1815 року Декейтер дістався Гібралтару, де довідався про те, що зовсім нещодавно там проходили великі алжирські судна. Декейтер негайно почав їх наздоганяти. За два дні його ескадра, що налічувала 9 суден, зуміла наздогнати флагман алжирського флоту — 64-гарматний фрегат Мешуда. Алжирці відчайдушно опирались, намагаючись прорватись до нейтрального порту, але проти 9 сучасних кораблів нічого зробити не змогли. Зрештою Декейтеру вдалось захопити корабель і близько 400 бранців. Трохи згодом подібним чином був захоплений бриг Естідіо.
До кінця червня ескадра сягнула Алжиру, Декейтер розпочав перемовини з Умаром бен Мухаммедом. 3 липня Дей Алжиру капітулював перед погрозами Декейтера, особливо коли довідався про другу ескадру з Америки, й уклав угоду. За її умовами США повертали Алжиру кораблі Мешуда й Естідіо та близько 500 полонених в обмін на взятих у полон американців і європейців, а також надання американським кораблям вільного проходу. Окрім того, Алжир зобов'язався сплатити 10 тисяч доларів у вигляді компенсації.

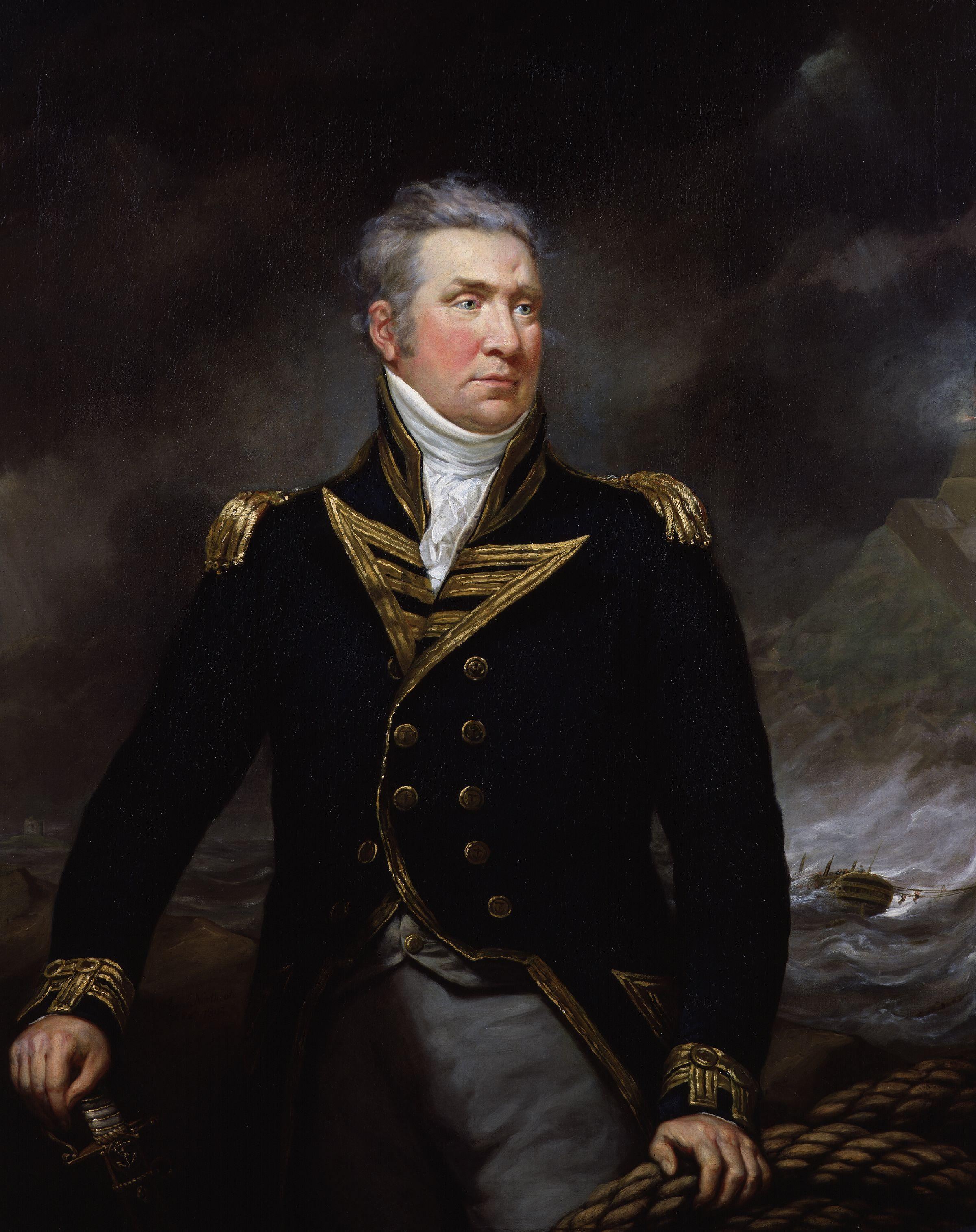
Адмірал Едвард Пеллью

Утім, лишень Декейтер вирушив до Тунісу, щоб укласти подібну угоду з іншими державами Берберського берега, алжирський дей відмовився від усіх зобов'язань та розірвав угоду. Однак до того часу в бік Алжиру висунувся спільний англо-голландський флот під командуванням британського адмірала Едварда Пеллью. На початку 1816 року флот прибув до узбережжя Північної Африки. Після дев'ятигодинного бомбардування столиці Алжиру, в результаті якого берберський флот фактично втратив боєздатність, місцевий дей був змушений підписати нову угоду. Новий договір підтвердив усі обіцянки, надані Декейтеру, керівник Алжиру зобов'язався ніколи не брати у рабство християн.

## Наслідки
Під час першого конфлікту в Європі тривала серія нескінченних війн. Тому сил і часу на те, щоб стежити за Середземним морем вже не лишалось (насправді, Велика Британія навіть використовувала берберських піратів для забезпечення продовольства Гібралтару). Коли ж війни у Європі закінчились, й усі зусилля можна було зосередити на розв'язанні різних колоніальних питань, берберські пірати не змогли протистояти сучасним флотам, тим паче об'єднаним. В результаті Другої берберійської війни держави Барбарії втратили основне джерело прибутку та невдовзі припинили відігравати серйозну роль у Середземномор'ї.
Упродовж XIX століття Алжир і Туніс стали колоніями Франції (Алжир 1830, Туніс — 1881 року), а Триполітанія 1835 року повернулась під безпосередній контроль Османської імперії, а пізніше — під контроль Італії. Марокко розділили між собою Іспанія (Іспанське Марокко) та Франція (Французьке Марокко).